# Fissidentalium erosum
Fissidentalium erosum är en blötdjursart som beskrevs av Shimek och Moreno 1996. Fissidentalium erosum ingår i släktet Fissidentalium och familjen Dentaliidae. Inga underarter finns listade i Catalogue of Life.